# Obscene Extreme Festival
Obscene Extreme Festival est un festival annuel de musique extrême qui se déroule à Trutnov, en République tchèque. Fondé en 1999 par Miloslav "Čurby" Urbanec, ce festival est devenu l'un des événements les plus emblématiques de la scène grindcore, punk et metal extrême dans le monde entier. Il est reconnu pour son atmosphère unique et sa programmation diversifiée qui met en avant les genres musicaux les plus extrêmes.

## Histoire
Le festival Obscene Extreme a été créé avec l'intention de célébrer la musique extrême et de rassembler la communauté internationale des fans de grindcore, punk et metal extrême. Au fil des ans, il est devenu une plateforme importante pour de nombreux groupes underground du monde entier, offrant une opportunité précieuse de se produire devant un public passionné.
Le premier festival Obscene Extreme a eu lieu en 1999, attirant un public local et quelques groupes de l'étranger. Cependant, au fil du temps, il a acquis une réputation mondiale et attire désormais des milliers de fans de musique extrême chaque année.

## Programmation
La caractéristique principale de l'Obscene Extreme Festival est sa programmation diversifiée, mettant en vedette une grande variété de groupes de grindcore, punk, death metal, goregrind, et d'autres sous-genres de musique extrême. Le festival met un accent particulier sur les groupes underground et émergents, offrant ainsi une plateforme cruciale pour les artistes qui cherchent à se faire connaître.
Les organisateurs du festival ont à cœur de maintenir un équilibre entre les groupes établis et les nouveaux talents, créant ainsi une expérience musicale riche et variée pour les festivaliers.

## Atmosphère
L'atmosphère à l'Obscene Extreme Festival est souvent décrite comme unique et incomparable. Les festivaliers se rassemblent pour célébrer la musique extrême dans une ambiance conviviale et détendue. Le festival encourage la tolérance et l'acceptation, créant ainsi un environnement où chacun peut être soi-même sans crainte de jugement.
En plus des performances musicales, le festival propose diverses activités telles que des expositions artistiques, des projections de films, des stands de nourriture végétalienne et des stands de merchandising pour les fans de musique extrême.

## Impact
Obscene Extreme Festival a joué un rôle important dans la promotion de la musique extrême et dans la création d'une communauté mondiale de fans passionnés. Il a également contribué à faire connaître de nombreux groupes underground qui sont devenus plus tard des noms incontournables de la scène.
En plus de son impact sur la musique, le festival soutient également diverses causes sociales et caritatives, montrant ainsi son engagement envers des valeurs positives et progressistes.